# Felizia Wikner-Zienkiewicz
Elin Felizia Wikner-Zienkiewicz, född Wikner 17 september 1999 i Kungsbacka, är en svensk ishockeyspelare (vänsterforward) som spelar för HV71 i SDHL. Hon har även spelat för Sveriges landslag. Hennes äldre bror, Kristoffer Wikner, är också en ishockeyspelare och har bland annat spelat för Frölunda HC i Elitserien.
Wikner-Zienkiewicz har studerat till ortopedingenjör vid Högskolan i Jönköping.

## Klubbkarriär
Wikner-Zienkiewicz började spela ishockey i Hanhals IF. Efter att klubben lagt ner sitt damlag gick hon till Hovås HC. Efter spel med Hovås i Division 1 gick Wikner-Zienkiewicz till Modo Hockey i samband med att hon började på hockeygymnasiet i Örnsköldsvik. Hon spelade därefter tre säsonger med klubben i SDHL.
Inför säsongen 2018/2019 gick Wikner-Zienkiewicz till HV71. Under sin debutsäsong i klubben gjorde hon 17 poäng, varav 11 mål på 36 matcher.

## Landslagskarriär
Wikner-Zienkiewicz var en del av Sveriges lag som tog brons vid U18-VM 2016 i Kanada. Hon var även en del av Sveriges lag som slutade på fjärde plats vid U18-VM 2017 i Tjeckien efter förlust i bronsmatchen mot Ryssland.
I januari 2020 blev Wikner-Zienkiewicz för första gången uttagen i Damkronorna. Den 19 januari 2022 blev hon uttagen i Sveriges trupp till olympiska vinterspelen 2022 i Peking. Sverige tog sig vidare från gruppspelet men blev utslagna i kvartsfinalen mot Kanada.

## Karriärstatistik
| 2012/2013                    | Hovås HC                     | Division 1                   | 9   | 3  | 0  | 3  | 0  | –  | – | – | – | – |
| 2014/2015                    | Hovås HC                     | Division 1                   | 11  | 4  | 5  | 9  | 2  | –  | – | – | – | – |
| 2015/2016                    | Modo Hockey                  | Riksserien                   | 25  | 0  | 0  | 0  | 0  | 3  | 0 | 0 | 0 | 0 |
| 2015/2016                    | Modo Hockey 2                | Damettan                     | 2   | 0  | 2  | 2  | 0  | –  | – | – | – | – |
| 2016/2017                    | Modo Hockey                  | SDHL                         | 32  | 3  | 0  | 3  | 4  | 2  | 1 | 0 | 1 | 0 |
| 2016/2017                    | Modo Hockey 2                | Damettan                     | 1   | 0  | 0  | 0  | 0  | –  | – | – | – | – |
| 2017/2018                    | Modo Hockey                  | SDHL                         | 36  | 4  | 9  | 13 | 6  | 5  | 0 | 0 | 0 | 0 |
| 2017/2018                    | Modo Hockey 2                | Damettan                     | 6   | 3  | 1  | 4  | 0  | –  | – | – | – | – |
| 2018/2019                    | HV71                         | SDHL                         | 36  | 11 | 6  | 17 | 0  | 7  | 0 | 2 | 2 | 0 |
| 2019/2020                    | HV71                         | SDHL                         | 36  | 7  | 10 | 17 | 8  | 6  | 1 | 3 | 4 | 0 |
| 2020/2021                    | HV71                         | SDHL                         | 36  | 8  | 5  | 13 | 6  | 5  | 0 | 0 | 0 | 0 |
| Totalt i SDHL/Riksserien     | Totalt i SDHL/Riksserien     | Totalt i SDHL/Riksserien     | 201 | 33 | 30 | 63 | 24 | 28 | 2 | 5 | 7 | 0 |
| Totalt i Division 1/Damettan | Totalt i Division 1/Damettan | Totalt i Division 1/Damettan | 29  | 10 | 8  | 18 | 2  | –  | – | – | – | – |